# Huset Bruce
Huset Bruce var ett skotskt kungligt hus på 1300-talet. Medlemmarna kom ursprungligen från Normandie. På 1000-talet kom en Robert de Brus över till England med Vilhelm Erövraren och fick för besväret land i Yorkshire. Kung David I av Skottland gjorde senare en son till Robert de Brus till lord av Annandale.
Den fjärde lorden av Annandale, Robert, gifte sig 1219 med Isabella som var barnbarns barn till kung David I av Skottland. Det gjorde att huset Bruce fick en viktig länk till det skotska kungahuset. Den femte lorden av Annandale blev faktiskt utsedd till Alexander III:s av Skottland efterträdare, eftersom denne var barnlös vid det tillfället. Men Alexander III blev senare far åt tre barn och de hade företräde till tronföljden.
Det kom att bli Robert I av Skottland som till slut fick tronen. Han var ättling i sjätte led till kung David I av Skottland och regerade 1306–1329.
Huset Bruce fortlever än idag i Storbritannien.

## Bruce i Ryssland
Vihelm Bruce av den skotska ätten trädde under 1600-talet i rysk tjänst; hans båda söner general Roman Bruce och fältmarskalk Jacob Daniel Bruce blev framstående ryska militärer.

## Bruce i Sverige
Två bröder Bruce inkom till Sverige på 1620-talet från Skottland, och naturaliserades på riddarhuset 1668 som adlig ätt nummer 745. Deras släktskap med den skotska adliga ätten har dock inte med säkerhet kunnat fastställas. Ätten utgick i Sverige 1898, men då fanns grenar av släkten i Nordamerika och Brasilien.
En annan gren av samma släkt naturaliserades 1754 på riddarhuset som adlig ätt nummer 1954 med namnet De Bruce. Ätten utgick i Sverige 1789.